# Solomahivka (Abazivka), Poltava
Solomahivka (în ucraineană Соломахівка) este un sat în comuna Abazivka din raionul Poltava, regiunea Poltava, Ucraina.

## Demografie
Componența lingvistică a localității Solomahivka
     Ucraineană (92,86%)
     Rusă (7,14%)
Conform recensământului din 2001, majoritatea populației localității Solomahivka era vorbitoare de ucraineană (92,86%), existând în minoritate și vorbitori de rusă (7,14%).